# Trattato di Teschen
Il trattato di Teschen fu firmato il 13 maggio 1779 da Austria e Prussia per porre fine alla guerra di successione bavarese. Il trattato stabilì che l'Austria avrebbe mantenuto l'Innviertel, come anche una striscia di terra che si estende da Passavia fino al confine settentrionale di Salisburgo. Una delle clausole del patto era che la Prussia riconoscesse i margraviati di Ansbach e Bayreuth. Con il trattato, gli elettorati di Baviera e del Palatinato furono fusi insieme. La pace fu stipulata per iniziativa della Russia e fu garantita da Russia e Francia.
Come ringraziamento per la sua opera di mediazione, l'elettore di Sassonia donò al barone e diplomatico francese Louis Auguste Le Tonnelier de Breteuil la cosiddetta Tavola di Teschen - ora conservata al Louvre - opera dell'orafo tedesco Johann Christian Neuber (1736-1808).